# Grotte du Portel
Pour les articles homonymes, voir Portel.
La grotte du Portel (ou grotte de Campagna ou de la Caire) est une grotte ornée préhistorique située sur le territoire de la commune de Loubens, en Ariège, en France. La grotte fait partie d'un système karstique du massif du Plantaurel, dans le piémont des Pyrénées.
L'occupation de la grotte par les hommes de la Préhistoire se retrouve dans deux parties distinctes de la grotte :
- Le secteur central et sud-est ou « Portel-Est », dit « grotte ornée du Portel » : sa principale période d'occupation est le Magdalénien moyen, les œuvres pariétales de ce faciès culturel se trouvent dans toutes les galeries ; la corrélation entre images pariétales et sons (archéoacoustique) y est particulièrement notable.
- Le secteur « ouest » ou « Portel-ouest » : cette partie de la grotte présente une séquence stratigraphique contenant du Moustérien, du Châtelperronien ainsi que du Gravettien.

La grotte du Portel a fait l'objet d'un classement au titre des monuments historiques par arrêté du 24 février 1969. Elle n'est pas ouverte au public.

## Toponymie
Selon Renault-Miskovsky et Girard (1998), la grotte est parfois appelée « grotte de Crampagna ». Cependant le Crampagna est un petit mont de 490 m d'altitude et 1 km de large, situé à 4 km à l'est en rive gauche (côté ouest) de la rivière Ariège, et qui n'a aucun rapport direct avec la grotte hormis d'être situé en aval du même cours d'eau qui a creusé celle-ci. On peut également y voir le mot chambre (cramba, crampa) qui désigne souvent une grotte dans les Pyrénées.
Par ailleurs, le massif dans lequel elle se trouve porte le nom de « chaîne de la Quière » et le nom de « la Caire » est aussi indiqué.

## Situation
La grotte se trouve à environ 9 km au nord-ouest de Foix dans la chaîne du Plantaurel, une petite chaîne de montagnes bordant les Pyrénées au nord, de 60 km de longueur, orientée est-sud-est/ouest-nord-ouest et qui prolonge vers l'est des Petites Pyrénées.
Plus localement, elle s'ouvre vers le sud au lieu-dit Pas du Portel, à 1,7 km au sud de Loubens, en bordure de la limite de commune avec Baulou au sud, à environ 300 m à l’est de la ferme du Cournet (sur Baulou). Le petit col du Pas du Portel est une cluse fossile creusée dans l'étroite chaîne de la Quière orientée sud-est/nord-ouest par le ruisseau de Carol qui coule de nos jours 60 m plus bas,.

## Hydrogéologie

### Géologie
La grotte appartient géologiquement au piémont pyrénéen coté bassin Aquitain — mais de peu : à seulement 1 km au sud se trouve la grande faille longitudinale qui correspond à la poussée frontale nord-pyrénéenne (« North Pyrenean Frontal Thrust ») occurrent lors de l'orogenèse pyrénéenne — cette dernière culminant à l'Éocène. Côté sud de cette faille, commence la zone nord-pyrénéenne (abrégée ZnP), qui longe tout le côté nord des Pyrénées sur 10 à 40 km de large et marquée d'une remarquable quantité de failles en raison des structures et densités différentes des roches hercyniennes au sud et des flysch du Crétacé au nord, qui se rencontrent dans cette zone nord-pyrénéenne. On peut comparer la situation locale avec celles des grottes du Volp, pourtant presque exactement à la même latitude et à seulement 40 km à l'ouest, mais qui sont situées à environ 5 km au sud de la grande faille de la poussée frontale nord-pyrénéenne, donc dans la zone nord-pyrénéenne, et à la géologie tourmentée et très complexe,. Au Pas du Portel, les couches géologiques sont organisées régulièrement en bandes parallèles et sans failles localement ; l'orogenèse pyrénéenne n'a pas bouleversé l'organisation des couches, qui apparaissent en bandes plus ou moins parallèles sur la carte,.
La chaîne de la Quière montre un axe central formant sa crête, fait de calcaires à millioles du Thanétien inférieur (e2a, en rose dans la carte, env. 200 m de largeur). Au Pas du Portel le bas de cette couche, une partie carbonatée marine inférieure, présente une couche intercalée de calcaires micritiques lacustres où ont été signalées de grandes physes (Aplexa prisca ?).
Ces calcaires à millioles sont bordés au nord par d'étroits affleurements de deux faciès du Thanétien supérieur : des marnes à huîtres et bancs calcaires Characées (e2b, rose clair, env. 50 m de largeur), puis des calcaires et marnes à Alveolina levis, polypiers, bryozoaires, etc (e2c, orange, env. 150 m de largeur) ; et au sud par une étroite bande de « Garumnien » supérieur fait d'argiles rouges à lits de lignite (e1a, jaune-vert, env. 20 m de largeur tout en haut de la crête), puis des calcaires lithographiques lacustres du Dano-Montien (e1C, rose foncé, env. 60 m de largeur), bordés côté sud par des argiles rouges et grès (« Garumnien » supérieur) du Maastrichien supérieur (C7b, vert),.

### Hydrographie
Le ruisseau de Carol remonte vers le nord sur la commune de Baulou et se heurte à la barre du Plantaurel. Il se fraye un chemin dans les calcaires lacustres du Dano-Montien, disparaît dans une perte qu'il a creusée dans les argiles rouges du Garumnien supérieur, passe en cheminement souterrain les calcaires à milioles du Thanétien inférieur, et réapparaît en bordure nord de ces calcaires pour retrouver les marnes et bancs calcaires du Thanétien supérieur. Il prend alors le nom de « ruisseau de Loubens » et se dirige vers l'est en direction de l'Ariège, passe au village de Carol au nord-ouest du mont de Crampagna puis conflue 1 km plus loin avec l’Ariège,.
La grotte se situe à l'interface entre deux grandes masses d'eau souterraines :
- La grotte est située à l'aplomb de la bordure nord d'une large masse d'eau souterraine : la masse d'eau des « Terrains plissés BV Ariège secteur hydro o1 ». Cette large réserve d'eau s'étend au sud jusqu'au-delà de la frontière avec Andorre et l'Espagne, de Quérigut au sud-est jusqu'à Aulus-les-Bains au sud-ouest, et de Quillan au nord-est jusqu'au Mas-d'Azil au nord-ouest[n 4].
- Une autre très grande masse d'eau, celle des « Molasses du bassin de la Garonne et alluvions anciennes de Piémont », commence à une centaine de mètres au nord de la grotte et s'étend jusqu'à une vingtaine de km au sud de Bergerac[n 5] (200 km au nord-ouest).

### Formation de la grotte
Lorsque la région est soulevée au début de l'ère Quaternaire, la vallée de l'Ariège (5 km à l'est) se retrouve surbaissée. Subséquemment, l'érosion en aval du Pas du Portel est accélérée. Le ruisseau, qui jusqu'alors coulait en surface, s'infiltre dans les fissures du calcaire Thanétien et creuse le réseau supérieur de la grotte.

## Historique des fouilles
La grotte a été découverte par le Dr R. Jeannel et G. Fauveau le 6 mars 1908, sur les terres de la famille Vézian qui en est donc propriétaire. Henri Breuil y a fait les premiers relevés dès l'année de sa découverte. Le lieu a été particulièrement étudié par Joseph Vézian (1886-1958), son fils Jean Vézian (1915-2012) et par Régis Vézian (fils du précédent), ses propriétaires successifs.
De même que le comte Henri Bégouën et ses successeurs pour les grottes du Volp, la famille Vézian a admirablement préservé la grotte du Portel. Les fouilles effectuées par les Vézian père et fils sont effectuées avec rigueur, notant les coordonnées cartésiennes de chaque pièce trouvée — ce qui est exceptionnel à l'époque.
Un programme pluriannuel de fouilles entrepris en 2019 par le Centre européen de Tautavel et le Muséum d'histoire naturelle de Paris afin mieux connaître la période d'occupation néandertalienne de – 135 000 à – 40 000 ans dans le secteur Ouest de la grotte,.

## Occupation préhistorique
La cavité se développe dans une direction générale sud-est / nord-ouest,. Elle est sur deux étages et le ruisseau de Carol coule dans l’étage inférieur.
Deux unités sont habituellement considérées indépendamment l'une de l'autre : la « grotte ornée du Portel », et « Portel-Ouest », toutes deux dans le réseau supérieur.

### Le secteur orné
Le secteur dit « Portel-Est », « Portel orné », ou encore « grotte ornée du Portel », se situe à l’est de ce réseau supérieur, côté nord du Plantaurel. Elle comprend l'essentiel de la longueur totale du réseau supérieur.

#### Peintures pariétales
Des peintures pariétales du Magdalénien y dominent largement : 138 peintures ou gravures pariétales ont été répertoriées. Toutefois, on note aussi la présence de dessins et outillages plus anciens datant de l'Aurignacien[réf. nécessaire].
Depuis l'entrée Est, on rencontre d'abord la « galerie Joseph Vézian », qui se développe vers le nord-ouest. À environ la moitié de cette dernière, un passage s'ouvre vers le sud-ouest jusqu'à la « galerie Jeannel » (orientation sud-est/nord-ouest), elle-même débouchant sur la « Grande salle ». Au-delà se trouvent les trois galeries principales, formant plus ou moins les trois dents d'une fourche :
- La « galerie Jammes », la première rencontrée ;
- La « galerie Breuil » dite également « galerie des Bisons »[19] (dont la niche du Camarin), qui s'ouvre côté nord au début de la galerie Jammes ;
- La « galerie Régnault » dite également « galerie des Chevaux » (environ 50 m de longueur[21]), qui s'ouvre aussi depuis la galerie Jammes mais vers le nord-ouest, environ 15 m après la galerie Breuil[19],[22].

Dans la galerie Breuil, la niche du Camarin est exceptionnellement décorée : pratiquement chaque espèce figurée dans l'ensemble de la grotte y est représentée, comme une sorte de « résumé » de la grotte. C'est aussi un endroit unique et tout à fait remarquable du point de vue acoustique (voir section suivante).

#### Outillage
Les fouilles à Portel-Est ont livré 810 pièces lithiques réparties sur trois gisements magdaléniens dont deux dans la galerie Jeannel,. Ces fouilles ont aussi révélé une industrie osseuse magdalénienne en bon état de conservation[réf. nécessaire].

#### Corrélations images - sons (archéoacoustique)
Deux remarques sont faites sur les sociétés humaines en général : plus les sociétés sont primitives, plus l'écoute du son est affinée ; et sauf exceptions, les rituels et célébrations sont toujours accompagnés de chants ou sons d'instruments.
En 1983 et 1985, une étude d'archéoacoustique cartographie les résonances de la grotte et établit une corrélation entre les œuvres pariétales et les endroits de résonance acoustique privilégiés.
Le type de son varie selon les endroits : une grande partie de la galerie Jammes donne un son fondamental dominant avec une tonalité en ré, tandis que la galerie Régnault a un réseau complexe de résonances. À certains endroits, la grotte répond. Les auteurs de l'étude disent avoir vécu « une expérience exceptionnelle » lorsque la grotte répond en amplifiant de toute sa profondeur les sons émis face à une œuvre pariétale.
La grotte du Portel a l'avantage de comporter trois galeries principales indépendantes ; elle a été soumise à trois séries d'études (une série seulement pour Niaux, dont les énormes volumes intérieurs perturbent les résonances). Reznikoff et Dauvois (1988) en tirent trois principes essentiels :
- la plupart des images (80 %) se trouvent dans des lieux sonores ou dans leur voisinage (moins de 1 m) ;
- les meilleurs lieux sonores sont toujours marqués et souvent ornés ;
- l'emplacement de certains signes ne s'explique que par la qualité sonore de leur location, et peuvent d'ailleurs être retrouvés « à l'écoute »[22].

Certains endroits sont particulièrement remarquables de ce point de vue sonore. Dans la niche du Camarin de la galerie Breuil, le seul souffle d'une expiration ou une vibration sonore faite la bouche fermée (« mmm ») oblige à se placer dans la résonance de la niche et amène à produire des sons graves du type grognement ou meuglement, qui résonnent dans toute la galerie Breuil. Noter que cette niche est la seule de toute la grotte à être décorée de façon aussi exceptionnelle.

Le panneau des Chevaux tout à la fin de la galerie Régnault est lui aussi le marqueur d'un remarquable effet acoustique : les sons émis y résonnent non seulement sur les 50 m de cette galerie mais s'étendent jusqu'au bout de la galerie Jammes à plus de 100 m de là.
D'autres grottes ornées démontrent cette corrélation sons-images : la Grande grotte d'Arcy (Yonne), Bernifal (Dordogne), Rouffignac (Périgord), Kapova et Mouradymova (Roumanie, sud de l’Oural), Niaux (Ariège), et probablement bien d'autres qui n'ont pas encore été étudiées sous cet angle.

### Le secteur Portel-Ouest
Le secteur dit « Portel-Ouest » ou « Grotte du Portel-Ouest », se trouve à l'extrémité ouest de la galerie Jammes dont il est séparé par une étroiture, le « passage rampant » dans le plan de Baills. Une entrée à l'ouest, dite « Cap del Saut », correspond à l'ancienne entrée du cours d'eau,. Cette petite cavité mesure 6 m de largeur pour 11 m de longueur.
Ce secteur a commencé à être rempli par des couches stratigraphiques à partir d'environ 135 000 ans avant le présent (AP) (peu avant l'interglaciaire Éémien).
Une industrie moustérienne y a été reconnue dès 1946 par Vezian,.
Portel-Ouest associe des ossements d'animaux avec une industrie lithique moustérienne sur quartz. La couche F2 a livré des restes néandertaliens, ceux d'un enfant de 9 à 11 ans ; des os ont été datés par l'uranium-thorium à 38 000 ± 6 000 ans. Toutefois, deux périodes d'occupation moustérienne ont été identifiées : une vers 44 000 ans AP, celle qui contient les restes néandertaliens, et une plus récente vers 39 000 ans AP.

#### Faune
Les couches C, D, F2, F3 et G sont les plus riches en faune, et plus particulièrement la couche F2. Cheval (Equus caballus germanicus) et renne dominent, mais on y trouve aussi cerf, bovidés et renard (dont le renard des neiges ou renard polaire Alopex lagopus), et en petites quantités le loup, l'ours, le blaireau, le putois (deux fragments déterminés), le lion (couche F2), le chevreuil et le chamois (tous deux en F2, F3 et G) et le bouquetin (plus abondant mais pas autant que le renne). Également en F2, des os de mégacéros.
Les chevaux du Portel sont plus grands et plus robustes que ceux de Solutré (1,53 m contre 1,40 m) et de la Balauzière.
Des hyènes ont occupé la grotte (couches C, D et F2).

## Conservation
Le site est classé au titre des monuments historiques depuis 1969 et se trouve dans le périmètre du parc naturel régional des Pyrénées ariégeoises.